# Ama (Aichi)
Ama (Japans: あま市, Ama-shi) is een Japanse stad in de prefectuur Aichi. In 2014 telde de stad 86.821 inwoners.

## Geschiedenis
Op 22 maart 2010 kreeg Ama het statuut van stad (shi). De stad ontstond die dag door het samenvoegen van de gemeenten Jimokuji (甚目寺町), Miwa (美和町) en Shippo (七宝町).
Tijdens de Edoperiode maakte Ama onderdeel uit van provincie Owari.
Steden:
Aisai · Ama · Anjo · Chiryu · Chita · Gamagori · Handa · Hekinan · Ichinomiya · Inazawa · Inuyama · Iwakura · Kariya · Kasugai · Kitanagoya · Kiyosu · Komaki · Konan · Miyoshi · Nagakute · Nagoya (hoofdstad) · Nishio · Nisshin · Okazaki · Obu · Owariasahi · Seto · Shinshiro · Tahara · Takahama · Tokoname · Tokai · Toyoake · Toyohashi · Toyokawa · Toyota · Tsushima · Yatomi

Districten:
Aichi · Ama · Chita · Kitashitara · Nishikasugai · Niwa · Nukata
Gemeenten per district